# Hvidovre Stars
Gli Hvidovre Stars  sono stati una squadra di football americano di Hvidovre, in Danimarca, attiva fino al 2010.

## Dettaglio stagioni

### Tornei nazionali

#### Campionato

##### Nationalligaen
| Stagione | regular season | regular season | regular season | regular season | regular season | regular season | playoff | playoff | playoff | playoff | playoff | playoff    | playoff               |
|          | Vin            | Par            | Per            | Tot            | PF             | PS             | Vin     | Per     | Tot     | PF      | PS      | risultato  | avversaria            |
| -------- | -------------- | -------------- | -------------- | -------------- | -------------- | -------------- | ------- | ------- | ------- | ------- | ------- | ---------- | --------------------- |
| 2009     | 8              | 0              | 2              | 10             | 267            | 85             | 0       | 1       | 1       | 8       | 35      | Semifinale | Søllerød Gold Diggers |
| 2010     | 7              | 0              | 3              | 10             | 328            | 151            | 0       | 1       | 1       | 10      | 27      | Semifinale | Søllerød Gold Diggers |
| Totale   | 15             | 0              | 5              | 20             | 595            | 236            | 0       | 2       | 2       | 18      | 62      |            |                       |

### Riepilogo fasi finali disputate
| Anno              | Luogo | Evento         | Fase del torneo | Incontro                               | Risultato |
| 20 settembre 2009 |       | Nationalligaen | Semifinale      | Hvidovre Stars - Søllerød Gold Diggers | 8 - 35    |
| 19 settembre 2010 |       | Nationalligaen | Semifinale      | Søllerød Gold Diggers - Hvidovre Stars | 27 - 10   |